# Мустафаев, Шахин Меджид оглы
Мустафаев, Шахин Меджид оглы — доктор исторических наук, профессор, член-корреспондент НАН Азербайджана (2014), действительный член НАН Азербайджана (2017), академик, заместитель директора по научной работе Института востоковедения имени З. М. Буньядова, президент Международной Тюркской академии

## Происхождение
Шахин Мустафаев родился 7 февраля 1962 года в Баку, Азербайджан. В 1984 году окончил с отличием факультет востоковедения Азербайджанского государственного университета.

## Деятельность
- В 1984 году начал работать главным лаборантом в Институте востоковедения Академии наук Азербайджана.
- В 1985—1986 годах после прохождения научной стажировки в Институте востоковедения АН СССР в Москве поступил в аспирантуру этого института.
- В 1990 году, окончив аспирантуру, защитил диссертацию на тему «Формирование османской общественно-политической структуры в восточных провинциях Малой Азии в первой половине XVI века» в институте стран Азии и Африки Московского Государственного университета им. Ломоносова и ему была присвоена научная степень кандидата исторических наук.
- В 2011 году защитил диссертацию на тему «Этнополитические процессы в тюркской среде Малой Азии в XI—XV веках» и получил учёную степень доктора исторических наук.
- С 1990 года работает в Институте востоковедения Национальной академии наук Азербайджана. В настоящее время занимает должность заместителя директора института по научной работе.
- В 1999 году занимался научными исследованиями в Оксфордском центре исламских исследований и Бодлианской библиотеке в Великобритании по программе ЮНЕСКО «Хираяма — Шелковый путь».
- В 2005—2006 годах проводил научные исследования в Университете Индианы в США по программе Фулбрайта.
- В 2008—2013 годах работал директором Международного института исследований Центральной Азии (Самарканд, Узбекистан) при ЮНЕСКО.
- С 2015 года — член Президиума Высшей аттестационной комиссии при Президенте Азербайджанской Республики.
- Указом Президента Азербайджанской Республики от 1 ноября 2018 года назначен членом редакционного совета Азербайджанской национальной энциклопедии.
- В 2014—2019 годах работал председателем Проблемного совета по историческим наукам при Республиканском координационном совете научных исследований. В настоящее время является председателем научного совета по всеобщей истории.
- В 2016 году избран на должность координатора по Азербайджану и вице-президентом программы Международного бюро ЮНЕСКО «Онлайн-платформа Шелкового пути».

## Членство в научных организациях
- Член-корреспондент Международного Института Центральноазиатских исследований под эгидой ЮНЕСКО
- Президент Международной тюркской академии[4][5]
- Член-корреспондент НАН Азербайджана — 2014 г.
- Действительный член НАН Азербайджана — 2017 г.

## Премии и награды[6]
- 1998 год — стипендия программы ЮНЕСКО «Хираяма — Шелковый путь»
- 2005 год — стипендия программы Фулбрайт
- 2008 год — Медаль Министерства образования и науки Республики Казахстан «За развитие науки в Казахстане»
- 2022 год — орден «Дружбы» Узбекистана[7]

## Научные достижения
- Исследования в области политической и социально-экономической истории восточных областей Малой Азии в период государств Ак-Коюнлу, Сефевидов и Османской империи.
- Исследования социально-политических и этнокультурных процессов в Малой Азии и Азербайджане в XI—XV вв.
- Изучение, перевод и публикация османских источников по истории Азербайжана.
- Работа в области истории и культуры народов Центральной Азии.

## Основные научные работы
- Восточная Анатолия: от Ак-Коюнлу к Османской империи. Москва, Издательская фирма «Восточная литература» РАН, 1994.
- Səlcuqilərdən Osmanlılara: XI—XV əsrlərdə Anadolunun türk mühitində etnosiyasi proseslər. Bakı, «Elm» nəşriyyatı, 2011
- Tiflis əyalətinin müfəssəl dəftəri (Qazax və Borçalı. 1728-ci il). Bakı, «Pedaqogika» nəşriyyatı, 2001
- Lori vilayətinin icmal dəftəri. Bakı, «Nurlan» nəşriyyatı, 2003
- От сельджуков к османам: этнополитические процессы в тюркской среде Малой Азии в XI—XV веках. Москва, ИВ РАН — МИЦАИ, 2017
- «Orta çağın payızında» türklərdə cəngavərlik idealı // Elmi Araşdırmalar (elmi-nəzəri məqalələr toplusu), VII buraxılış, 2004, ss.205-215
- Between Nomadism and Centralization: The Ottoman Alternative in the History of the Aqqoyunlu State // Nomad Aristocrats in a World of Empires. Edited by J.Paul. Wiesbaden. Dr. Ludwig Reichert Verlag. 2013, ss. 143—159
- Некоторые теоретические вопросы современной азербайджанской историографии // AMEA akademik Z.M. Bünyadov adına Şərqşünaslıq İnstitutunun «Elmi araşdırmalar»ı, (X buraxılış), 2014, ss. 182—208
- Образ османов в сефевидских исторических источниках (первая половина и середина XVI в.) // Средневековый Восток: проблемы историографии и источниковедения (Сборник статей памяти Героя Советского Союза, академика З. М. Буниятова). Баку, «Элм», 2015, ss. 192—231
- İpek Yolu Sefaretnameleri: Bir Akkoyunlu El Yazmasında 1419—1421 Yıllarında Çin’e Gönderilen Bir Timurlu Büyükelçiliğinin Tarihi // Yükselen İpek Yolu. III Сilt. İpek Yolunda Kültür ve Sanat. Ankara: Türk Yurdu, 2016, ss. 67-87
- M.A.Akhundov et la philosophie des Lumieres. Un pont spirituel d’un siècle a l’autre // Asie Centrale. Transferts culturels le long de la Route de la soue. Paris: Vendemiaire, 2016, ss. 513—536
- Silk Trade from Ilkhanids to Aqqoyunlu // Acta Via Serica. Inaugural Issue, Winter 2016 (Keimyung University, Republic of Korea), ss. 119—136
- Нахичеван в конце XVI в. (по данным османского пространного реестра вилайета Реван 1590 г.) // Transcaucasica. 2015—1016. Выпуск 3. Москва, ss. 44-61